# Dionisio Meade y García de León
Dionisio Alfredo Meade y García de León (Ciudad de México, 12 de febrero de 1944) es un político mexicano, miembro del Partido Revolucionario Institucional, que ha sido entre varios cargos, diputado federal entre 1997 y 2000. Es en la actualidad presidente de la Fundación UNAM.

## Familia y estudios
Dionisio Meade y García de León es hijo de Luis Meade Gómez y de Gracia García de León y Avellaneda; contrajo matrimonio con Lucía Kuri Breña Orvañanos, sobrina de Daniel Kuri Breña, miembro fundador del Partido Acción Nacional. Su hijo José Antonio Meade Kuribreña, ha sido titular de las secretarías de Energía, Hacienda, Relaciones Exteriores y Desarrollo Social; en 2018 fue candidato del PRI a la presidencia de México, quedando en tercer lugar en los resultados de las elecciones de ese año.
Es licenciado en Derecho y licenciado en Economía egresado de la Universidad Nacional Autónoma de México, institución en la que además ha impartido clases en las facultades de Economía, de Ciencias Políticas y Sociales y de Derecho.

## Carrera profesional
Inició sus actividades profesionales como abogado en el departamento jurídico de Bancomer de 1967 a 1970. Miembro activo del PRI desde 1972, ocupó de forma posterior los cargos de jefe de asuntos internacionales del Instituto Mexicano de Comercio Exterior y de Negociaciones Comerciales de la Secretaría de Hacienda y Crédito Público de 1971 a 1973.
Entre 1974 y 1976 fue subdirector general de industrias de la entonces Secretaría de Industria y Comercio y de 1977 a 1979 subgerente de Política Financiera y Comercio Internacional en el Banco de México. En 1980 volvió a la Secretaría de Hacienda como director de Asuntos Internacionales y de 1981 a 1982 se desempeñó como coordinador del Instituto del Fondo Nacional de la Vivienda para los Trabajadores.
De 1983 a 1988 fue director general de Promoción Fiscal de la Secretaría de Hacienda y Crédito Público y de 1989 a 1992 director de la División de Servicios y Secretario de Consejo en Banco Mexicano Somex y de 1992 a 1994 fue director general adjunto de Administración y Jurídico del Banco Obrero. De 1995 a 1997 ocupó el cargo de secretario técnico de la comisión de Hacienda de la Cámara de Diputados en la LVI Legislatura.
En 1997 fue postulado por el PRI y electo diputado federal por la vía de la representación proporcional a la  LVII Legislatura —la primera en la que el PRI no obtuvo la mayoría absoluta— y en la que ocupó la presidencia de la comisión de Hacienda y Crédito Público y además fue integrante de las de Relaciones Exteriores, de Vigilancia de la Contaduría Mayor de Hacienda y de Programación, Presupuesto y Cuenta Pública.
Siendo titular de la comisión de Hacienda de la Cámara, se aprobó la creación del Instituto para la Protección al Ahorro Bancario (IPAB) que sustituyó al Fondo Bancario de Protección al Ahorro (FOBAPROA), cuya cartera vencida fue convertida en deuda pública; una controvertida acción que tuvo fuertes críticas por parte de sectores de la sociedad mexicana.
Tras la derrota del PRI en las elecciones de 2000 se retiró a actividades privadas, hasta que el 7 de julio de 2005 fue designado como subsecretario de Enlace Legislativo de la Secretaría de Gobernación por su entonces titular, Carlos Abascal Carranza; permaneciendo en el cargo hasta el fin de dicho gobierno en 2006.
Entre 2010 y 2017 volvió a ser funcionario del Banco de México, en donde ocupó los cargos de director general de Relaciones Institucionales y de director general de Contraloría y Administración. El 11 de diciembre de 2013 fue designado presidente de la Fundación UNAM, cargo que ejerce hasta la fecha.